# ベニーザディップ
ベニーザディップ（Benny the Dip）はアメリカ合衆国で生産されイギリスで調教を受けた競走馬。競走馬引退後は種牡馬になった。

## 戦跡
2戦目で勝ち上がると、3連勝でロイヤルロッジステークスを制し初重賞制覇を果たす。しかし続くレーシングポストトロフィーでは1番人気に推されるものの3着と敗れる。だが翌年初戦のクラシックトライアルの2着を経て挑んだダービーステークスの前哨戦であるダンテステークスでは2着に2と2分の1馬身差をつけて完勝し、ダービーステークスの有力馬の一頭として期待された。そして迎えたダービーステークスでも、のちのセントレジャー勝ち馬のシルヴァーペイトリアークを短頭差抑えてG1制覇を果たした。
しかし、エクリプスステークスではピルサドスキーの2着、インターナショナルステークスではシングスピールの3着、チャンピオンステークスではピルサドスキーの6着と、ダービーステークス以降はいわゆる「ヴィンテージ世代」には歯が立たなかった。チャンピオンステークスを最後に引退した。

### 年度別競走成績
- 1996年（5戦3勝） - ロイヤルロッジステークス (G2)
- 1997年（6戦2勝） - ダービーステークス (G1) 、ダンテステークス (G2)

## 種牡馬時代
1998年から種牡馬として繋養されたが、目立った成績は残せなかった。2003年にアイルランドで骨折事故により安楽死となった。

## 血統表
| ベニーザディップの血統（ロベルト系 / Turn-to4×4=12.50%、Nearco4×5=9.38%、Nasrullah5×4=9.38%） | ベニーザディップの血統（ロベルト系 / Turn-to4×4=12.50%、Nearco4×5=9.38%、Nasrullah5×4=9.38%） | ベニーザディップの血統（ロベルト系 / Turn-to4×4=12.50%、Nearco4×5=9.38%、Nasrullah5×4=9.38%） | （血統表の出典）       | （血統表の出典） |
| 父 Silver Hawk 1979 鹿毛                                                                      | 父の父Roberto 1969 鹿毛                                                                       | Hail to Reason                                                                                | Turn-to                | Turn-to          |
| 父 Silver Hawk 1979 鹿毛                                                                      | 父の父Roberto 1969 鹿毛                                                                       | Hail to Reason                                                                                | Nothirdchance          |                  |
| 父 Silver Hawk 1979 鹿毛                                                                      | 父の父Roberto 1969 鹿毛                                                                       | Bramalea                                                                                      | Nashua                 | Nashua           |
| 父 Silver Hawk 1979 鹿毛                                                                      | 父の父Roberto 1969 鹿毛                                                                       | Bramalea                                                                                      | Rarelea                |                  |
| 父 Silver Hawk 1979 鹿毛                                                                      | 父の母Gris Vitesse 1966 芦毛                                                                  | Amerigo                                                                                       | Nearco                 | Nearco           |
| 父 Silver Hawk 1979 鹿毛                                                                      | 父の母Gris Vitesse 1966 芦毛                                                                  | Amerigo                                                                                       | Sanlinea               |                  |
| 父 Silver Hawk 1979 鹿毛                                                                      | 父の母Gris Vitesse 1966 芦毛                                                                  | Matchiche                                                                                     | Mat de Cocagne         | Mat de Cocagne   |
| 父 Silver Hawk 1979 鹿毛                                                                      | 父の母Gris Vitesse 1966 芦毛                                                                  | Matchiche                                                                                     | Chimere Fabuleux       |                  |
| 母 Rascal Rascal 1981 黒鹿毛                                                                  | 母の父Ack Ack 1966 鹿毛                                                                       | Battle Joined                                                                                 | Armageddon             | Armageddon       |
| 母 Rascal Rascal 1981 黒鹿毛                                                                  | 母の父Ack Ack 1966 鹿毛                                                                       | Battle Joined                                                                                 | Ethel Walker           |                  |
| 母 Rascal Rascal 1981 黒鹿毛                                                                  | 母の父Ack Ack 1966 鹿毛                                                                       | Fast Turn                                                                                     | Turn-to                | Turn-to          |
| 母 Rascal Rascal 1981 黒鹿毛                                                                  | 母の父Ack Ack 1966 鹿毛                                                                       | Fast Turn                                                                                     | Cherokee Rose          |                  |
| 母 Rascal Rascal 1981 黒鹿毛                                                                  | 母の母Savage Bunny 1974 鹿毛                                                                  | Never Bend                                                                                    | Nasrullah              | Nasrullah        |
| 母 Rascal Rascal 1981 黒鹿毛                                                                  | 母の母Savage Bunny 1974 鹿毛                                                                  | Never Bend                                                                                    | Lalun                  |                  |
| 母 Rascal Rascal 1981 黒鹿毛                                                                  | 母の母Savage Bunny 1974 鹿毛                                                                  | Tudor Jet                                                                                     | Tudor Minstrel         | Tudor Minstrel   |
| 母 Rascal Rascal 1981 黒鹿毛                                                                  | 母の母Savage Bunny 1974 鹿毛                                                                  | Tudor Jet                                                                                     | Precious Lady F-No.9-a |                  |

本馬の半姉であるワキアからサイレンススズカ、ラスカルスズカが出ている。また半弟であるクリプティックラスカル（父:Cryptoclearance）は種牡馬として日本に輸出されている。